# Veliki duh
Veliki duh (Great Spirit), "Veliki duh" engleski je prijevod imena boga stvoritelja u mnogim indijanskim tradicijama, posebice plemenima Algonquian i Siouan. Budući da su plemena Algonquian bila prve indijanske kulture s kojima su se susreli govornici engleskog jezika, "Veliki duh" postao je uobičajeni izraz koji se općenito odnosi na indijanska božanstva stvoritelja, a također se često koristio kao riječ za "Boga" u prijevodima kršćanskih tekstova na domorodački američki jezici. Doista, mnogi Indijanci smatraju da su Veliki Duh i kršćanski Bog jedno te isto. Drugi američki domoroci manje su prijemčivi za ovu ideju, vjerujući da su današnju predodžbu o Velikom Duhu uglavnom izgradili misionari. Istina je vjerojatno negdje u sredini - mnoge indijanske plemenske tradicije definitivno su uključivale neki oblik Velikog Duha u svoje mitove o stvaranju i vjerske rituale, ali neka plemena nisu imala takve tradicije sve do kolonizacije. I u drugim plemenima, iako je oduvijek postojalo vjerovanje u Velikog Duha ili Veliki Misterij koji je osiguravao red u duhovnom svijetu, ovaj sustav vjerovanja postao je značajno izmijenjen nakon kontakta s kršćanstvom i moderne koncepcije indijanskog Velikog duha možda nisu vrlo točan prikaz izvorne domorodačke duhovnosti.

## Domorodački nazivi Velikih duhova po plemenima
- Gudatrigakwitl, Above Old Man (Wiyot Great Spirit)
- Apistotoke (Blackfoot Great Spirit)
- Caddi-Ayo (Caddo Great Spirit)
- Chebbeniathan (Arapaho Great Spirit)
- Gici Niwaskw (Abenaki Great Spirit)
- Gichi Manidoo (Ojibwe Great Spirit)
- Ha-Wen-Neyu (Huron Great Spirit)
- Kisulkw (Micmac Great Spirit)
- Ketanitowet (Lenape Great Spirit)
- Maheu (Cheyenne Great Spirit)
- Orenda (Iroquois Great Spirit)
- Tamosi, Sky-Chief (Carib Great Spirit)
- Ixtcibenihehat, Spider of Heaven (Gros Ventre Great Spirit)
- Tirawa Atius (Pawnee Great Spirit)
- Utakké (Carrier Great Spirit)
- Wakantanka (Sioux Great Spirit)
- Wakanda (Omaha Great Spirit)